# ISO/IEC/IEEE 15939:2007
ISO/IEC 15939:2007 es un estándar internacional que proporciona un proceso y marco común para la  medición de sistemas y software informático. Aunque está escrito principalmente para  sistemas software presenta un proceso de medición flexible que no sólo se adapta a diferentes usuarios sino que puede aplicarse a distintos dominios en los que sea necesario realizar mediciones.
Este estándar fue publicado el 23 de julio de 2007 y actualmente se encuentra retirado y ha sido sustituido por el estándar ISO/IEC/IEEE 15939:2017.

## Categorización del estándar

### Según su origen
Según su origen o creación lo catalogamos como un estándar  de jure. 
Este tipo de estándares son producidos por una institución del gobierno o, como ocurre en este caso, por una organización internacional reconocida como es ISO (International Organization for Standarization).
Para la creación del estándar, el grupo encargado de la estandarización (en este caso la organización ISO) debe seguir un proceso abierto que permite a todos participar para llegar al consenso.
Este estándar se desarrolla con respecto a las normas internacionales que se redactan de acuerdo con las reglas establecidas en las Directivas ISO/IEC. La principal tarea del comité técnico conjunto es preparar normas internacionales. 
Los proyectos de normas internacionales adoptadas por el comité son enviados a los organismos nacionales para su votación.
La posterior publicación como norma internacional, como es este caso, requiere la aprobación de al menos un 75% de los organismos nacionales con derecho a voto.

### Según sus posibilidades de aplicación
Podemos considerar este estándar como abierto debido a que, según su definición, un estándar abierto es aquel cuya base es la cooperación y el consenso entre un grupo de personas, permitiendo que las personas compartan los datos libremente. Para la aprobación de su última versión (2006) fue necesario una aprobación de un 75% de los organismos nacionales.
Por otro lado, un estándar abierto no debe limitar su uso a una única empresa, cosa la cual no aplica este estándar, ya que está disponible, o bien en varias implementaciones completas por compañías en competencia, o bien como una implementación completa para todas las partes, estando de esta forma libre de cláusulas legales o técnicas que limiten su uso en cualquier modelo de negocio.

### Según la materia que estandarizan
Es un estándar de procesos. Crea un marco para la medición de sistemas y software informático.

### Según su ámbito de aplicación
Se trata de una norma internacional, protegido por copyright por la ISO y la IEEE. 
A excepción de lo permitido por las leyes aplicables de país del usuario, ni esta norma ISO/IEEE ni cualquier extracto de la misma puede ser reproducida, almacenada en un sistema de recuperación o transmitida en cualquier forma o a través de cualquier medio: electrónico, fotocopia, grabación o cualquier otra manera, sin el permiso previo y por escrito de ser asegurado.
Las solicitudes de autorización para reproducir deberán dirigirse a las normas ISO o la IEEE.

### Catálogo de Estándares ICS
Dentro del catálogo de ISO, este estándar lo encontramos en:
- Nivel 1 (Campo): 35: INFORMATION TECHNOLOGY.
- Nivel 2 (Grupo): 080: SOFTWARE, INCLUDING SOFTWARE DEVELOPMENT, DOCUMENTATION AND USE[3]

## Historia del estándar
La primera versión del estándar es la ISO/IEC 15939:2002 que fue sustituida por la versión de 2007, objeto de este artículo. En mayo de 2017 se retiró tras el proceso de revisión previsto por ISO y fue sustituida por la versión  ISO/IEC 15939:2007 que es la que se encuentra en vigor.

### Versiones del estándar
ISO/IEC 15939:2002 

ISO/IEC 15939:2007 
26 de abril de 2006 aprobó el nuevo proyecto tras el proceso de revisión de la versión de 2002
23 de julio de 2007 se publicó la norma internacional

18 de mayo de 2017 se retiró la norma internacional y fue sustituida por la versión de 2017

ISO/IEC 15939:2017 

## Descripción general del estándar
Esta Norma Internacional no es un catálogo de las principales formas de medir un proyecto, se trata de un marco para definir el proceso a partir del cual podremos establecer el conjunto de medidas más adecuado para el proyecto software con el que tratemos.
Esta Norma Internacional puede ser utilizada por todas las partes implicadas en el ciclo de vida de un sistema o software que precise ser medido.
No proporciona un listado de medidas a aplicar a nuestros proyectos, si no un marco para definir las mejores medidas posibles para el proyecto.

## Definiciones
Entre los conceptos más importantes que se incluyen en el estándar se encuentran:
- Medida: consiste en una variable a la cual se le asigna un valor como resultado de la medición.
- Medición: hace referencia al conjunto de operaciones cuyo objetivo o fin es obtener el valor a asignar a una medida.
- Analista de medición: organización que se encarga de planificar, ejecutar, mejorar y evaluar las mediciones.
- Escala: conjunto ordenado de valores a los que el atributo se asigna
- Almacén de datos: colección estructurada y organizada de los datos e información que permite su recuperación
- Proceso: conjunto de actividades interrelacionadas las cuales transforman entradas en salidas

## Aplicación de la Norma
Este estándar aborda tres aspectos muy importantes en base al proceso de medición, de forma que el objetivo sea orientar a cualquier usuario y así permitirles que puedan aplicar dicha norma dentro de su correspondiente contexto.

### Propósito y resultados
Este proceso tiene el propósito de recabar información, analizarla y generar informes relativos a los productos desarrollados e implementados dentro de una unidad corporativa, apoyando de esta forma la gestión eficaz y eficiente de los procesos llevados a cabo, así como la demostración de la calidad del producto.
En cuanto a los resultados de la implementación exitosa del proceso de medición tenemos, entre otros, los siguientes:
- Se identifican las actividades de medición
- Se recogen los datos necesarios, posteriormente se almacenan y se analizan, interpretando los resultados
- Se evalúan las medidas tomadas en el proceso de medición.[6]

### Visión General
Esta norma consta de un conjunto de propiedades, las cuales se encuentran ya definidas por la ISO/IEC 15288, es por ello que propiedades como criterios de entrada y salida para cada una de las actividades NO se encuentran definidos en esta norma.
Por otro lado, básicamente el proceso definido en esta norma corresponde con la actividad de evaluación, cuya intención consiste en resaltar que la evaluación y retroalimentación se tratan de componentes esenciales dentro de un proceso como lo es el de medición, por tanto se recomienda incluir todas las mejoras posibles dentro de estos procesos.

### Organización de la Norma
El esquema estructural con respecto a las actividades y tareas de esta norma es el siguiente:
- Establecer y mantener compromiso de medición
- Plan del proceso de medición
- Realizar el proceso de medición
- Evaluar la medición[6]

## Descripción de las actividades
Las actividades necesarias para llevar a cabo la implementación de esta norma en un proceso de medición se nombrarán en los siguientes apartados.

### Establecer y mantener el compromiso de medición
El primer paso consiste en identificar el alcance de la medición, es decir, saber cuáles son los propósitos de esta norma. Esto se consigue a través de entrevistas y de organigramas.
En cuanto al compromiso, es necesario que cuando se definan los Requisitos para la medición, se incluya el compromiso de recursos para el proceso de medición y la voluntad de mantener dicho compromiso, para ello, es aconsejable establecer una política la cual, por ejemplo, se encargue de asignar responsabilidades.

### Plan del Proceso de Medición
Dentro de este apartado encontramos varias tareas que se deben llevar a cabo:
1. Caracterizar la unidad organizativa
2. Identificar las necesidades de la información
3. Seleccionar las medidas necesarias
4. Definir la recogida de datos y su posterior análisis
5. Definir criterios para evaluación de productos de información y del proceso de medición
6. Proporcionar recursos para las tareas de medición
7. Implementar tecnologías de soporte[6]

### Realizar Proceso de Medición
El proceso de medición consta principalmente de 4 fases principales, cada una de las cuales se divide a su vez en procesos más modulados y sencillos.
- Integración de los procedimientos. Consiste en la generación y recogida de datos que se integrará en los procesos pertinentes. Los procedimientos de recolección de datos serán posteriormente comunicados a los proveedores de datos y tras su análisis y presentación, serán integrados finalmente en los procesos correspondientes.
- Recopilación de datos. Fase en la cual se recogen los datos, que serán después almacenados, incluyendo además cualquier información necesaria para verificar o evaluar.

Tras su almacenamiento, se prosigue con la verificación de los datos recopilados.
- Análisis de datos y desarrollo de los productos de información. Se lleva a cabo un análisis de los datos recogidos, se interpretan extrayendo conclusiones por parte de los analistas y otros especialistas y por último, los productos de información son revisados con el objetivo de satisfacer las necesidades de información.
- Comunicar los resultados. Consiste en la documentación de los productos de información y su posterior comunicación a los usuarios de medición, poniendo los productos a disposición de los proveedores de datos. Se llevará a cabo también la retroalimentación para las partes interesadas.[6]

### Evaluar la medición
Esta actividad está formada por dos tareas principales y cada una de ellas se divide a su vez en subtareas.
- Evaluación de los productos de información y el proceso de medición. Se evalúan los productos de información conforme a los criterios establecidos a través de auditoría interna o independiente. Siendo las entradas a esta tarea las medidas de rendimiento, los productos de información y la retroalimentación. Por último, todo lo aprendido se almacena en la "Medición de experiencia base".
- Identificación de mejoras potenciales. Primero se identificarán los posibles aspectos a mejorar en los productos de información, identificando también las mejoras potenciales del proceso de medición para casos futuros como costos y beneficios y por último, se llevará a cabo la comunicación de estas posibles mejoras potenciales.[6]